# South Browning
South Browning is een plaats (census-designated place) in de Amerikaanse staat Montana, en valt bestuurlijk gezien onder Glacier County.

## Demografie
Bij de volkstelling in 2000 werd het aantal inwoners vastgesteld op 1677.

## Geografie
Volgens het United States Census Bureau beslaat de plaats een oppervlakte van
6,1 km², waarvan 6,0 km² land en 0,1 km² water.

## Plaatsen in de nabije omgeving
De onderstaande figuur toont nabijgelegen plaatsen in een straal van 32 km rond South Browning.